# Walerij Gawrilin
Walerij Aleksandrowicz Gawrilin (ros. Валерий Александрович Гаврилин, ur. 17 sierpnia 1939 w Wołogdzie, zm. 28 stycznia 1999 w Petersburgu) – radziecki i rosyjski kompozytor.

## Życiorys
Urodził się w rodzinie kierownika rejonowego oddziału edukacji narodowej w Sokole Aleksandra Biełowa i nauczycielki Kławdii Gawriliny. Jego ojciec po ataku Niemiec na ZSRR został powołany do armii i w sierpniu 1942 zginął w walkach pod Leningradem. W. Gawrilin mieszkał z matką w Kadnikowie, później we wsiach Pierchurjewo i następnie Wozdwiżenje, gdzie uczył się w szkole. W 1950 jego matka została aresztowana, a on sam skierowany do domu dziecka w Wołogdzie. W tym okresie śpiewał w chórze i grał na różnych instrumentach w orkiestrze, od 1951 uczył się gry na fortepianie w szkole muzycznej w Wołogdzie, a od 1953 był uczniem średniej szkoły muzycznej przy Leningradzkim Konserwatorium Państwowym im. Rimskiego-Korsakowa. Od 1958 studiował w leningradzkim konserwatorium (obecnie Konserwatorium Petersburskie) w klasie kompozycji, a od 1962 na wydziale muzykologii; ukończył konserwatorium w 1964. Od 1965 do 1974 nauczał w leningradzkim konserwatorium, jednocześnie poświęcając się komponowaniu. Sukces przyniósł mu cykl pieśni Russkaja Tietradź z 1965; w tym samym roku został przyjęty do Związku Kompozytorów ZSRR. W 1970 skomponował cykl pieśni Wriemiena Goda do wierszy Siergieja Jesienina, a w 1972 poemat wokalno-symfoniczny Wojennyje pis'ma do wierszy Albiny Szulginej. Tworzył też muzykę do filmów. W 1979 otrzymał tytuł Zasłużonego Działacza Sztuk Rosyjskiej RFSRR, a w 1985 Ludowego Artysty RFSRR.

## Dzieła
Balety:
- Aniuta (tj. „Ania”), balet w 2 aktach, libretto reżysera Aleksandra Bielinskiego według Antona Czechowa (Анюта, 1982)
- Dom w drodze, balet w 1 akcie, libretto Aleksandra Bielinskiego wg wiersza Twardowskiego (Дом у дороги, 1984)
- Porucznik Romaszow wg Aleksandra Kuprina (1985)
- Małżeństwo Balzamina wg Aleksandra Ostrowskiego (Женитьба Бальзаминова, 1989)

Opery:
- Marynarz i jarzębina (Моряк i рябина, 1968)
- Album rodzinny (Семейный альбом, 1969)
- Cud Trzech Młodych (Пещное действо, 1970) (oparty na cudownej historii ognistego pieca w Rosyjskim Kościele Prawosławnym)

Utwory symfoniczne:
- Karaluch, suita symfoniczna (Тараканище, 1963)
- Uwertura C-dur na orkiestrę symfoniczną (1964)
- Adagio na smyczki (1964)
- Ślub, suita symfoniczna nr 1 (Свадебная, 1967)
- Rozrywka teatralna, suita symfoniczna nr 2 (1969)
- Rosyjska suita symfoniczna nr 3 (Русская 1970)
- Francuska suita symfoniczna nr 4 (Французская 1973)
- Portrety, suita symfoniczna nr 5 (Портреты 1979))
- Pamięć o Batiuszkowie, walc na orkiestrę symfoniczną (Памяти Батюшкова 1981)
- Anyuta, suita symfoniczna nr 6 (Анюта 1982)
- Dom w drodze, suita symfoniczna nr 7 (Дом у дороги 1984)

Utwory kameralno-wokalne:
- O miłości, cykl na głos i fortepian do tekstów Wadima Szefnera (О любви 1958)
- Satyry, cykl na głos i fortepian do tekstów Arvīdsa Grigulisa (Сатиры 1959)
- Zeszyt niemiecki nr 1, cykl na głos i fortepian według rosyjskich przekładów Heinricha Heinego (1961)
- Notatnik rosyjski, cykl na głos i fortepian do tekstów ludowych (1964, Nagroda Państwowa RFSRR im. Glinki w 1965)
- Pory roku. cykl na głos i fortepian. „Zima” „Wiosna” „Lato” do tekstów ludowych i „Jesień” do wiersza Siergieja Jesienina (Времена года 1969)
- Tydzień pijany, cykl na głos i fortepian do słów ludu (Пьяная неделя 1970?)
- Zeszyt niemiecki nr 2 cykl na głos i fortepian wg Heinricha Heinego (Немецкая тетрадь № 2 1972)
- Wieczór, cykl na 2 głosy i fortepian. Część 1 "mały album", teksty: folk, Albina Szulgina i Gawrilin (Вечерок 1 «Альбомчик» 1973). Część 2 „Tańce, pisanie, zakończenie”, słowa Siemiona Nadsona, Iwana Bunina, Anny Achmatowej, Albiny Szulginy i Gawrilina (Вечерок 2 «Танцы, письма, окончание» 1975)
- Księga niemiecka nr 3, cykl na kwartet głosów i fortepian wg Heinricha Heinego (1976, niedokończony)
- Marina, słowami Mariny Cwietajewej (Марина 1967)
- Trzy pieśni Ofelii. Szekspir w tłumaczeniu Borisa Pasternaka (1971) do inscenizacji Hamleta w Teatrze Młodych Leningradu w reżyserii Zinowy Korogodskiego
- „Miasto śpi”. Tekst Albiny Szulginy (Город спит 1978)
- "Wybacz mi". Tekst Aleksandr Wołodin (Простите меня)
- Wiersz numer 426 na solistę, zespół instrumentalny, komputer 328-RS i taśmę

Utwory wokalno-symfoniczne:
- Bufony, Akcja na solistę, chór męski, balet i orkiestrę. Słowa Wadima Korostilewa. (Скоморохи 1967)
- Listy wojskowe, poemat wokalno-symfoniczny dla solistów, chórów dziecięcych i mieszanych oraz orkiestry symfonicznej. Słowa Albiny Szulginy (Военные письма 1972)
- Ziemia, cykl wokalno-symfoniczny na dowolny skład chóru, solisty i orkiestry symfonicznej. Słowa Albiny Szulginy (Земля 1974)
- Toast „Apoteoza”, kantata na chór mieszany i orkiestrę, słowa Vladimir Maksimov [5]) (Здравица «Апофеоз» 1977)
- Zaklęcie, kantata na chór żeński i orkiestrę. Słowa Albiny Shulgina (Заклинание 1977)
- Wesele, Akcja na solistę, chór mieszany, balet i orkiestrę symfoniczną. Teksty: ludowe, A. Szulgina i W. Gawrilin. (Свадьба 1978-1982)
- Perezvony (po lekturze Wasilija Szukszyna), chóralna symfonia akcji na solistów, chór mieszany, obój, perkusję i narratora. Teksty: ludowe, A. Szulginy i W. Gawrilina. (1978-1982) (Перезвоны 1982)
- Pasterz i Pasterka, na solistów, duży chór, mieszany zespół instrumentalny. Według Wiktora Astafjewa (Пастух и пастушка 1983) – niedokończone.

Utwory chóralne (a capella):
- Ludzie świata (według Siergieja Wasiliewa) (Люди мира на слова С. Васильева [6] 1962)
- Rozmawialiśmy o sztuce, kantata na chór mieszany a cappella własnymi słowami (Мы говорили об искусстве 1963)
- Pamięci upadłych, cykl chóralny (Памяти павших 1963)
- Don kapitan. rondo koncertowe na chór mieszany, słowa R. Barannikowa (Дон капитан 1969)
- Przyśpiewki na chór mieszany, tekst ludowy (Припевки 1972)

Instrumentalna muzyka kameralna:
- Trzy kwartety smyczkowe (1960, 1962, 1964)
- Adagio w stylu polifonicznym (1964)
- Poemat na skrzypce i fortepian (1963)
- Sonata na skrzypce i fortepian (1964)
- Sonata na fortepian (1964)
- Kompozycje na fortepian na 2 ręce (trzy księgi)
- "Szkice" (cykl 18 utworów) na fortepian na 4 ręce («Зарисовки» lata 70.)

Muzyka teatralna:
- Jak Kopaci ożenił się. Komedia muzyczna w 1 akcie sztuki L Tabi. (Так женился Копачи - пьесе Л. Таби).
- 36 suit muzyki Teatru Przypadkowego: „Jak Kopachi ożenił się z Kopaci” „Так женился Копачи», „marsz marszowy”, «Походный марш» „Pociąg pancerny 14-69” «Бронепоезд 14-69» „Po żądaniu egzekucji” «После казни прошу» „Po 100 latach w brzozowym gaju” «Через 100 лет в Березовой роще» „Dwie zimy i trzy lata”, „Две зимы и три лета” „Zbrodnia i kara” jego ukochany" «С любимыми не расставайтесь» "Kroki dowódcy" «Шаги командора» "Jego lud - ponumerowany" «Свои люди — сочтемся» "Nad jasną wodą" «Наги командора» мешка сорной пшеницы» „Prunus” «Черемуха» i inne (1959–1977)

Muzyka filmowa:
- 1966 – Na dzikim brzegu (На диком береге, reż. Anatolij Granik)
- 1968 – Źródło (Источник, reż. Anatolij Granik)
- 1968 – W dniu ślubu (В день свадьбы, reż. Wadim Michajłow)
- 1970 – Wasilij Mierkurjew (Василий Меркурьев, Telefilm, reż. Byczkow)
- 1969 – Szczęście Anny (Счастье Анны, reż. Jurij Rogow)
- 1971 – Miesiąc sierpień (Месяц август, reż. Wadim Michajłow)
- 1972 – Historia teatralna (Театральные истории, reż. Aleksandr Bielinski)
- 1979 – Rycerz z Kniaź-Miasta (Рыцарь из Княж-города reż. Wadim Michajłow)
- 1980 – Molo (Пристань, reż. W. Sorokin)
- 1981 – Wiejska historia (Деревенская история, reż. Witalij Kaniewski)
- 1982 – Aniuta (Анюта, reż. Aleksander Bielinski, choreograf Władimir Wiktorowicz Wasiljew)
- 1986 – Gniew (Обида, prod. Arkadij Sirienko)
- 1987 – Zabawna historia (Байка, reż. Gieorgij Burkow, Gierman Ławrow)
- 1989 – Ślub Balzaminowa (Женитьба Бальзаминова, reż. Aleksandr Bielinski)
- 1993 – Benefis prowincjonalny (Провинциальный бенефис, reż. Aleksandr Bielinski)

## Nagrody
- Nagroda Państwowa ZSRR (1985)
- Nagroda Państwowa RFSRR im. Glinki (1967)
- Nagroda Leninowskiego Komsomołu (1980)[3]